# タガノビューティー
タガノビューティー（欧字名:Tagano Beauty、2017年3月16日 - ）は、日本の競走馬。2024年のJBCスプリントの勝ち馬である。
馬名の意味は、冠名＋美しい。

## 経歴

### 2歳（2019年）
2019年8月10日、新潟競馬場第5レースの2歳新馬戦（ダート1800m）で、鞍上に石橋脩を迎えデビューした。8番人気という低評価ではあったが、後方から直線で差し切りデビュー勝ち。次走は1勝クラス・プラタナス賞に出走。道中は最後方に付け馬群を見ると直線で突き抜け2連勝を飾った。次走には初の重賞出走・GI出走の舞台として朝日杯フューチュリティステークスを選択した。初の芝コースでのレースとなったが、変わらず後方から追走する。4コーナーの外から上がっていき、直線も先頭のサリオスを追っていくが伸びず4着となった。

### 3歳（2020年）
3歳初戦はシンザン記念を選択した。道中は後方から進め、直線で追い込みを見せたが失速し6着。その後はダート路線に切り替え、ヒヤシンスステークスへ出走。直線で伸びたがカフェファラオには届かず2着。次走の青竜ステークスは初の1番人気に推されたが、直線伸び切れず3着。迎えた初のダート重賞競走となるユニコーンステークスはスタート後に躓き、鞍上の鐙が外れ直線でも伸びず13着となってしまった。その後は2勝クラスに出走。1戦目の日進特別は、中団に控えて直線で伸びたが1番人気になっていたハギノアレグリアスに追いつけず2着。2戦目・3戦目は1番人気に推されたが、後方から差しきれずそれぞれ2着・3着となった。そして、4戦目は1番人気に推される中、鞍上に石橋を戻し出走。後方から追い込み、3Fメンバー最速の脚（35秒1）で3勝目を挙げた。

### 4歳（2021年）
4歳緒戦は3勝クラス・銀蹄ステークスからとなった。道中は後方から進め、直線で切れ味を発揮するとゴール前アタマ差で差し切り4勝目を挙げ、オープンクラス入りを果たした。次戦はバレンタインステークスを選択。後方側で脚を溜める中、流れが忙しくなる展開となり、直線は逃げたスリーグランドに突き放され2着。次走のポラリスステークスは、馬群の中団で進め、追い込みを図ったが届かず5着。続いてオアシスステークスは、後方に位置し4コーナーまで脚を溜めると直線で突き抜けクビ差差し切りオープン初勝利を飾った。欅ステークスでは道中後方に進み、直線で大外へ持ち出すと残り400mでさらに突き抜けてゴール前で差し切り、オープン戦2連勝。
その後秋まで休養し、迎えた武蔵野ステークスは、最内枠から後方に控え、直線では馬群に揉まれ進めず、途中で外に進路を切るが、数頭交わすのがやっととなり6着となった。次走のギャラクシーステークスでは道中は後方に控え脚を溜める。大外から伸びてきたが、最後方にいたバティスティーニに差され3着。

### 5歳（2022年）
5歳は根岸ステークスからスタート。道中は最後方で進み、少し馬群から離れると4コーナーから大外に回して行き、直線で強襲して前団に差し迫ったが、テイエムサウスダンまでには伸びず、終盤で脚が鈍り3着。次走はオープンに戻り、2年連続でポラリスステークスに出走。スタートで躓いたことでリズムを崩し序盤から苦しみ直線で伸びたが4着となった。次走は初の地方での交流重賞出走となるかきつばた記念ではスタートで少し躓き、中団の内側に付けると3コーナーから鞍上が動かし、直線も競り合いをしたが、外からイグナイターに交わされ4着。中央に戻り、2年連続となる欅ステークスに出走となった。レースは、中団に控え進んで行くと直線で馬群に囲まれ、抜け出した後は終盤に伸びたが2着。続く天保山ステークスは、スタート後はあまり出て行かず後方に付け、直線は外に付けて追い込んだが、前団が止まらずに差せず4着。
夏は休養し、秋初戦にグリーンチャンネルカップを選択した。道中後方に付け、直線で一気に先頭集団に差し迫ったが、レコードタイムを記録したデシエルトに届かず3着。2年連続で出走した武蔵野ステークスは、スタートで少し出遅れ後方3番手から馬群を見ると直線は内側に位置してしまったため、進路が見つからず終盤に抜け出したが、いつもの切れ味なく6着。次走は初のダートGI参戦となるチャンピオンズカップを選択した。序盤は後方3〜4番手に控えて進めると直線で外に回し、前団を追ったが脚が伸びず10着となった。

### 6歳（2023年）
2年連続での始動戦となった根岸ステークスでは、初めてブリンカーを着用した。中団後方から直線で差を詰めてきたものの4着に敗退。3月11日のコーラルステークスでは後方4番手のインに控え、直線で外から追い込んでくると最後は各馬をまとめて差し切り1年10か月ぶりの勝利を挙げる。そして、5月4日のかしわ記念では道中中団で脚を溜め、最後の直線で馬群を割ってしぶとく脚を伸ばすもののメイショウハリオとの競り合いにクビ差敗れて2着となる。7月9日のプロキオンステークスでは終始後方追走のまま見せ場なく14着と大敗。入線後には異常歩様のため、鞍上の石橋が下馬した。その後は平地調教再審査となったこともあり、休養に入った。
秋初戦のマイルチャンピオンシップ南部杯では中団のやや後ろから懸命に追い上げてきたが4着に敗れる。3年連続の出走となった11月11日の武蔵野ステークスでは、後方3番手追走。直線では外から追い込んでドライスタウトの1馬身と3/4差の2着と好走した。

### 7歳（2024年）
1月28日の根岸ステークスで始動したが、スタートでの出遅れが響き13着と大敗。続くフェブラリーステークスでは中団のやや後ろからしぶとく脚を伸ばしてペプチドナイルの4着に入る。5月1日のかしわ記念では不良馬場の中、序盤は後方で脚を溜め、向正面で徐々にポジションを上げ、最後の直線で逃げ粘るシャマルに猛追するも届かず2年連続2着となる。その後、この年からJpnIに昇格した6月19日のさきたま杯では後方待機策から最後の直線で懸命に追い上げたがレモンポップの4着に敗退。夏場の休養を挟み、10月14日のマイルチャンピオンシップ南部杯では中団追走も直線で伸びを欠き6着に終わる。続くJBCスプリントは単勝オッズ4番人気の9.2倍となった。道中は中団に控える形で進め、中盤に鞍上が動かして行き外から先頭集団に並びかけると4コーナーで先頭に立ち、直線で内から来たチカッパとの競り合いを制し、ハナ差で悲願の重賞初制覇・交流GI初制覇となった。
11月26日、管理する西園正都調教師により翌年のフェブラリーステークスを最後に現役を引退し、日本軽種馬協会で種牡馬入りすることを明らかにした。

### 8歳（2025年）
予定通り、4年連続で根岸ステークスから始動。単勝オッズは11番人気と低評価で迎えた。しかし、スタート直後に本馬が躓き、鞍上の石橋が落馬したため競走中止となった。2月19日、管理する西園調教師より年末までの現役続行が発表された。

## 競走成績
以下の内容は、netkeiba.comおよびJBISサーチの情報に基づく。
| 競走日     | 競馬場 | 競走名              | 格     | 距離（馬場）  | 頭 数 | 枠 番 | 馬 番 | オッズ （人気） | 着順 | タイム （上り3F） | 着差 | 騎手      | 斤量 [kg] | 1着馬（2着馬）         | 馬体重 [kg] |
| ---------- | ------ | ------------------- | ------ | ------------- | ----- | ----- | ----- | --------------- | ---- | ----------------- | ---- | --------- | --------- | ---------------------- | ----------- |
| 2019.08.10 | 新潟   | 2歳新馬             |        | ダ1800m（良） | 15    | 2     | 3     | 016.70（8人）   | 01着 | R1:57.6（38.8）   | -0.3 | 0石橋脩   | 54        | （シゲルミカヅキ）     | 500         |
| 0000.10.15 | 東京   | プラタナス賞        | 1勝    | ダ1600m（稍） | 11    | 8     | 10    | 008.60（4人）   | 01着 | R1:37.9（34.8）   | -0.4 | 0石橋脩   | 55        | （セラン）             | 502         |
| 0000.12.15 | 阪神   | 朝日杯FS            | GI     | 芝1600m（良） | 16    | 7     | 14    | 061.90（9人）   | 04着 | R1:33.6（35.2）   | -0.6 | 0和田竜二 | 55        | サリオス               | 508         |
| 2020.01.12 | 京都   | シンザン記念        | GIII   | 芝1600m（良） | 10    | 4     | 4     | 006.40（3人）   | 06着 | R1:36.8（35.9）   | -0.9 | 0和田竜二 | 56        | サンクテュエール       | 508         |
| 0000.02.23 | 東京   | ヒヤシンスS         | L      | ダ1600m（良） | 14    | 7     | 12    | 003.10（2人）   | 02着 | R1:37.9（34.9）   | -0.2 | 0和田竜二 | 56        | カフェファラオ         | 506         |
| 0000.05.17 | 東京   | 青竜S               | OP     | ダ1600m（良） | 15    | 6     | 11    | 002.40（1人）   | 03着 | R1:36.4（36.1）   | -0.2 | 0和田竜二 | 56        | デュードヴァン         | 504         |
| 0000.06.21 | 東京   | ユニコーンS         | GIII   | ダ1600m（稍） | 16    | 7     | 13    | 010.50（4人）   | 13着 | R1:37.9（38.0）   | -3.0 | 0和田竜二 | 56        | カフェファラオ         | 504         |
| 0000.09.12 | 中京   | 日進特別            | 2勝    | ダ1800m（稍） | 16    | 3     | 6     | 003.70（2人）   | 02着 | R1:51.5（36.2）   | -0.4 | 0松山弘平 | 54        | ハギノアレグリアス     | 510         |
| 0000.10.03 | 中京   | 3歳上2勝クラス      |        | ダ1900m（良） | 16    | 7     | 13    | 001.70（1人）   | 03着 | R1:58.6（37.7）   | -0.1 | 0松山弘平 | 55        | ウインフォルティス     | 512         |
| 0000.10.24 | 東京   | 3歳上2勝クラス      |        | ダ1600m（稍） | 16    | 2     | 4     | 001.90（1人）   | 02着 | R1:36.3（36.1）   | -0.6 | 0和田竜二 | 55        | スマッシングハーツ     | 514         |
| 0000.11.15 | 東京   | 3歳上2勝クラス      |        | ダ1600m（良） | 16    | 1     | 1     | 001.90（1人）   | 01着 | R1:37.7（35.1）   | -0.1 | 0石橋脩   | 56        | （モレッキ）           | 514         |
| 2021.01.30 | 東京   | 銀蹄S               | 3勝    | ダ1400m（重） | 16    | 4     | 7     | 003.70（1人）   | 01着 | R1:22.7（35.0）   | -0.0 | 0石橋脩   | 55        | （ピンシャン）         | 516         |
| 0000.02.14 | 東京   | バレンタインS       | OP     | ダ1400m（良） | 16    | 5     | 9     | 003.10（1人）   | 02着 | R1:23.6（35.2）   | -0.5 | 0石橋脩   | 57        | スリーグランド         | 514         |
| 0000.03.13 | 阪神   | ポラリスS           | OP     | ダ1400m（重） | 16    | 5     | 9     | 002.60（1人）   | 05着 | R1:22.3（35.8）   | -0.2 | 0石橋脩   | 56        | ラプタス               | 516         |
| 0000.04.24 | 東京   | オアシスS           | L      | ダ1600m（良） | 15    | 2     | 2     | 003.10（1人）   | 01着 | R1:35.2（35.6）   | -0.1 | 0石橋脩   | 56        | （ブルベアイリーデ）   | 512         |
| 0000.05.29 | 東京   | 欅S                 | OP     | ダ1400m（稍） | 16    | 7     | 13    | 003.80（2人）   | 01着 | R1:21.9（35.2）   | -0.0 | 0石橋脩   | 57        | （グレートウォリアー） | 516         |
| 0000.11.13 | 東京   | 武蔵野S             | GIII   | ダ1600m（稍） | 16    | 1     | 1     | 004.90（1人）   | 06着 | R1:35.6（36.3）   | -0.6 | 0石橋脩   | 56        | ソリストサンダー       | 518         |
| 0000.12.05 | 阪神   | ギャラクシーS       | OP     | ダ1400m（良） | 16    | 8     | 16    | 002.80（1人）   | 03着 | R1:24.0（36.5）   | -0.1 | 0石橋脩   | 58        | バティスティーニ       | 522         |
| 2022.01.30 | 東京   | 根岸S               | GIII   | ダ1400m（良） | 16    | 4     | 8     | 004.70（2人）   | 03着 | R1:23.4（35.4）   | -0.3 | 0津村明秀 | 56        | テイエムサウスダン     | 518         |
| 0000.03.12 | 阪神   | ポラリスS           | OP     | ダ1400m（良） | 16    | 4     | 7     | 003.00（1人）   | 04着 | R1:24.2（36.4）   | -0.4 | 0石橋脩   | 58        | バティスティーニ       | 522         |
| 0000.05.03 | 名古屋 | かきつばた記念      | JpnIII | ダ1500m（稍） | 12    | 2     | 2     | 005.10（3人）   | 04着 | R1:32.1（37.5）   | -0.3 | 0石橋脩   | 57        | イグナイター           | 522         |
| 0000.05.28 | 東京   | 欅S                 | OP     | ダ1400m（稍） | 16    | 5     | 10    | 005.10（2人）   | 02着 | R1:23.3（34.7）   | -0.4 | 0石橋脩   | 58        | レモンポップ           | 516         |
| 0000.06.25 | 阪神   | 天保山S             | OP     | ダ1400m（良） | 16    | 8     | 15    | 004.40（2人）   | 04着 | R1:24.2（36.2）   | -0.6 | 0石橋脩   | 58        | ケイアイドリー         | 520         |
| 0000.10.10 | 東京   | グリーンチャンネルC | L      | ダ1600m（重） | 16    | 7     | 14    | 009.60（4人）   | 03着 | R1:34.2（34.4）   | -0.7 | 0石橋脩   | 58        | デシエルト             | 518         |
| 0000.11.12 | 東京   | 武蔵野S             | GIII   | ダ1600m（良） | 16    | 5     | 9     | 016.20（6人）   | 06着 | R1:36.2（35.1）   | -0.6 | 0石橋脩   | 56        | ギルデッドミラー       | 520         |
| 0000.12.04 | 中京   | チャンピオンズC     | GI     | ダ1800m（良） | 16    | 7     | 14    | 130.2（12人）   | 10着 | R1:52.7（36.8）   | -0.8 | 0石橋脩   | 57        | ジュンライトボルト     | 520         |
| 2023.01.29 | 東京   | 根岸S               | GIII   | ダ1400m（良） | 16    | 5     | 10    | 023.40（6人）   | 04着 | R1:22.8（35.3）   | -0.3 | 0石橋脩   | 57        | レモンポップ           | 518         |
| 0000.03.11 | 阪神   | コーラルS           | L      | ダ1400m（良） | 16    | 5     | 9     | 004.50（2人）   | 01着 | R1:24.0（35.3）   | -0.0 | 0石橋脩   | 58        | （ブルベアイリーデ）   | 520         |
| 0000.05.04 | 船橋   | かしわ記念          | JpnI   | ダ1600m（良） | 13    | 8     | 13    | 010.50（5人）   | 02着 | R1:39.4（37.3）   | -0.1 | 0石橋脩   | 57        | メイショウハリオ       | 520         |
| 0000.07.09 | 中京   | プロキオンS         | GIII   | ダ1400m（稍） | 15    | 7     | 13    | 005.20（3人）   | 14着 | R1:26.8（39.7）   | -3.8 | 0石橋脩   | 57        | ドンフランキー         | 518         |
| 0000.10.09 | 盛岡   | MCS南部杯           | JpnI   | ダ1600m（稍） | 14    | 1     | 1     | 021.70（5人）   | 04着 | R1:36.0（35.3）   | -2.2 | 0石橋脩   | 57        | レモンポップ           | 519         |
| 0000.11.11 | 東京   | 武蔵野S             | GIII   | ダ1600m（良） | 16    | 2     | 4     | 017.90（6人）   | 02着 | R1:35.5（35.6）   | -0.3 | 0石橋脩   | 57        | ドライスタウト         | 518         |
| 2024.01.28 | 東京   | 根岸S               | GIII   | ダ1400m（良） | 16    | 6     | 12    | 004.90（3人）   | 13着 | R1:25.6（35.4）   | -1.5 | 0石橋脩   | 57        | エンペラーワケア       | 520         |
| 0000.02.18 | 東京   | フェブラリーS       | GI     | ダ1600m（良） | 16    | 5     | 10    | 017.10（7人）   | 04着 | R1:35.9（35.4）   | -0.2 | 0石橋脩   | 58        | ペプチドナイル         | 520         |
| 0000.05.01 | 船橋   | かしわ記念          | JpnI   | ダ1600m（不） | 13    | 2     | 2     | 010.00（5人）   | 02着 | R1:39.5（38.4）   | -0.5 | 0石橋脩   | 57        | シャマル               | 519         |
| 0000.06.19 | 浦和   | さきたま杯          | JpnI   | ダ1400m（重） | 12    | 8     | 11    | 014.50（4人）   | 04着 | R1:27.3（38.4）   | -0.6 | 0石橋脩   | 57        | レモンポップ           | 521         |
| 0000.10.14 | 盛岡   | MCS南部杯           | JpnI   | ダ1600m（良） | 15    | 3     | 4     | 009.60（3人）   | 06着 | R1:37.8（37.1）   | -1.9 | 0石橋脩   | 57        | レモンポップ           | 519         |
| 0000.11.04 | 佐賀   | JBCスプリント       | JpnI   | ダ1400m（良） | 12    | 6     | 8     | 009.20（4人）   | 01着 | R1:26.8（37.4）   | -0.0 | 0石橋脩   | 57        | （チカッパ）           | 517         |
| 2025.02.02 | 東京   | 根岸S               | GIII   | ダ1400m（稍） | 16    | 5     | 10    | 030.3（11人）   |      | 競走中止          |      | 0石橋脩   | 59        | コスタノヴァ           | 522         |
| 0000.02.23 | 東京   | フェブラリーS       | GI     | ダ1600m（良） | 16    | 1     | 2     | 056.9（10人）   | 08着 | R1:36.6（36.3）   | -1.0 | 0石橋脩   | 58        | コスタノヴァ           | 520         |
| 0000.05.05 | 船橋   | かしわ記念          | JpnI   | ダ1600m（良） | 10    | 2     | 2     | 009.50（4人）   | 07着 | R1:41.0（37.5）   | -1.8 | 0石橋脩   | 57        | シャマル               | 518         |
| 0000.06.25 | 浦和   | さきたま杯          | JpnI   | ダ1400m（不） | 12    | 7     | 10    | 033.00（6人）   | 05着 | R1:24.4（36.1）   | -1.2 | 0石橋脩   | 57        | シャマル               | 525         |

- 競走成績は2025年6月25日現在

## 血統表
| タガノビューティーの血統        | タガノビューティーの血統               | タガノビューティーの血統               | （血統表の出典）                       | （血統表の出典） |
| 父系                            | ストームキャット系（ストームバード系） | ストームキャット系（ストームバード系） | ストームキャット系（ストームバード系） | [ § 2 ]          |
| 父 *ヘニーヒューズ 2003 栗毛    | 父の父*ヘネシー 1993 栗毛              | Storm Cat                              | Storm Bird                             | Storm Bird       |
| 父 *ヘニーヒューズ 2003 栗毛    | 父の父*ヘネシー 1993 栗毛              | Storm Cat                              | Terlingua                              |                  |
| 父 *ヘニーヒューズ 2003 栗毛    | 父の父*ヘネシー 1993 栗毛              | Island Kitty                           | Hawaii                                 | Hawaii           |
| 父 *ヘニーヒューズ 2003 栗毛    | 父の父*ヘネシー 1993 栗毛              | Island Kitty                           | T. C. Kitten                           |                  |
| 父 *ヘニーヒューズ 2003 栗毛    | 父の母Meadow Flyer 1989 鹿毛           | Meadowlake                             | Hold Your Peace                        | Hold Your Peace  |
| 父 *ヘニーヒューズ 2003 栗毛    | 父の母Meadow Flyer 1989 鹿毛           | Meadowlake                             | Suspicious Native                      |                  |
| 父 *ヘニーヒューズ 2003 栗毛    | 父の母Meadow Flyer 1989 鹿毛           | Shortley                               | Hagley                                 | Hagley           |
| 父 *ヘニーヒューズ 2003 栗毛    | 父の母Meadow Flyer 1989 鹿毛           | Shortley                               | Short Winded                           |                  |
| 母 スペシャルディナー 2005 鹿毛 | 母の父スペシャルウィーク 1995 黒鹿毛   | *サンデーサイレンス                    | Halo                                   | Halo             |
| 母 スペシャルディナー 2005 鹿毛 | 母の父スペシャルウィーク 1995 黒鹿毛   | *サンデーサイレンス                    | Wishing Well                           |                  |
| 母 スペシャルディナー 2005 鹿毛 | 母の父スペシャルウィーク 1995 黒鹿毛   | キャンペンガール                       | マルゼンスキー                         | マルゼンスキー   |
| 母 スペシャルディナー 2005 鹿毛 | 母の父スペシャルウィーク 1995 黒鹿毛   | キャンペンガール                       | レディーシラオキ                       |                  |
| 母 スペシャルディナー 2005 鹿毛 | 母の母*ソフトパイン 1993 黒鹿毛        | Woodman                                | Mr. Prospector                         | Mr. Prospector   |
| 母 スペシャルディナー 2005 鹿毛 | 母の母*ソフトパイン 1993 黒鹿毛        | Woodman                                | *プレイメイト                          |                  |
| 母 スペシャルディナー 2005 鹿毛 | 母の母*ソフトパイン 1993 黒鹿毛        | Ladyago                                | Northern Dancer                        | Northern Dancer  |
| 母 スペシャルディナー 2005 鹿毛 | 母の母*ソフトパイン 1993 黒鹿毛        | Ladyago                                | Queen of Song                          |                  |
| 母系(F-No.)                     | ソフトパイン(USA)系(FN:5-j)            | ソフトパイン(USA)系(FN:5-j)            | ソフトパイン(USA)系(FN:5-j)            | [ § 3 ]          |
| 5代内の近親交配                 | Northern Dancer 5×4 Raise a Native 5×5 | Northern Dancer 5×4 Raise a Native 5×5 | Northern Dancer 5×4 Raise a Native 5×5 | [ § 4 ]          |
| 出典                            | 1. 2. 3. 4.                            | 1. 2. 3. 4.                            | 1. 2. 3. 4.                            | 1. 2. 3. 4.      |

- 半兄のタガノブルグ（2011年生、父ヨハネスブルグ）は2014年のNHKマイルカップ（GI）2着馬。
- 主な近親に、Bluestocking（凱旋門賞、ヴェルメイユ賞など）、Mandaloun（ケンタッキーダービーなど）、ミデオンビット（七夕賞）など。